# Gun Woman
Gun Woman è un film del 2014 diretto da Kurando Mitsutake.
Pellicola di produzione giapponese, di genere thriller con delle sfumature da horror.

## Trama
« Avrò la mia vendetta, e poi andrò all'inferno. »
(Maestro)
Uno spietato assassino, contatta un uomo per farlo diventare il suo guidatore, mentre lui uccide vari bersagli. Dopo l'uccisione di una donna, i due si dirigono a Las Vegas. Per ingannare il tempo, viene raccontata la storia di Hamazaki, un assassino della mafia giapponese. Quando egli morì, lasciò una grande eredita al figlio, a costo che quest'ultimo lasciasse per sempre il Giapponese. Il figlio fece come richiesto, ma essendo più spietato e perverso del padre, uccise tutte le donne che poteva, lasciando scie di cadaveri in Asia, Europa e Negli Stati Uniti. Un giorno, credendo che il medico di suo padre, l'avesse in realtà ucciso non dandogli la cura al tumore di quarto stato, si vendica uccidendo e violentando la moglie, davanti ai suoi occhi.
Dopo aver perso un occhio ed essere diventato zoppo nello scontro con il figlio di Hamazaki, il medico decide di vendicarsi. Ottiene, grazie a un'agenzia di malviventi riesce ad ottenere una giovane donna, Mayumi, per allenarla e farla diventare un'assassina. Mayumi ha sempre avuti ragazzacci che le hanno fatto prendere il vizio di drogarsi. Diventata una tossicodipendente decise di prostituirsi per pagarsi la droga, fino a quando non la vendettero come un oggetto, per infine arrivare nelle mani del medico. Quest'ultimo, scelse proprio la giovane Mayumi perché è una donna molto bella e per questo può entrare, sotto uno stato di morte apparente, nella fortezza del figlio di Hamazaki, precisamente in una stanza dove si pratica la Necrofilia.
Iniziai così l'addestramento di Mayumi, dove la ragazza metterà alla prova la sua resistenza fisica e psicologica. Moriranno anche alcuni innocenti, visto che il medico non deve in alcun modo farsi scoprire. Alla fine dell'allenamento, il medico annuncerà la fase finale: chirurgicamente metterà i tre pezzi della pistola nel suo corpo. Verrà poi mandata nella fortezza in stato di morte apparente. Svegliata, scucirà i punti e monterà la pistola, uccidendo il bersaglio. Avrà poi ventidue minuti per arrivare all'ingresso della fortezza, dove un "alleato" la aspetterà per farle una trasfusione di sangue, senza il quale morirebbe. Dopo aver visto cosa le sarebbe successo, Mayumi cerca di ribellarsi, ma mentre si scontra con il medico, i due si baciano e hanno un rapporto sessuale. Il giorno dopo, la ragazza dopo aver cercato vanamente di suicidarsi, le vengono impiantate i pezzi della pistola dentro al suo corpo. Il medico la mette in uno stato di morte apparente e la bacia, dicendole che non lo incontrerà mai più.
Mayumi si risveglia nella “stanza” come previsto, uccidendo un agente di turno. Rubando l'orologio dalla vittima, estrae le parti della pistola dal proprio corpo, assemblandole. Le guardie di sicurezza della fortezza, non sono all'oscuro dell'attacco della ragazza e si scontrano con lei. Il medico morirà, uccidendo dei soldati che avrebbero fatto fallire li piano. Mayumi, ferita e quasi completamente dissanguata riesce ad uccidere il figlio di Hamazaki. Ottenuta la sua testa, cammina fino ad arrivare al corpo del medico. Sullo sfondo, arriva un pullman bianco. "L'alleato del medico" riesce a salvare la ragazza, facendole una trasfusione. Togliendosi la maschera, l'amico del medico si rivela essere l'assassino apparso all'inizio della storia.
L'uomo con cui l'assassino aveva stipulato il contatto, è in realtà un serial killer mandato dal figlio del figlio di Hamazaki, in cerca di vendetta per la morte del padre. Arrivati in un magazzino, l'assassino viene salvata da Mayumi, ora denominata la Gun Woman.

## Curiosità
Accreditato nel film come Mr. Hamazaki, Tatsuya Nakadai appare soltanto per pochissimi secondi e solamente in fotografia.